# أم الأحرار
أم الأحرار  هي واحة صحراوية في منطقة فزان جنوب غرب ليبيا.

## أنظر أيضا
قائمة مدن ليبيا